# Porfiriusz (Skikos)
Porfiriusz, imię świeckie Konstandinos Skikos (ur. 1940 w Inachos) – grecki duchowny prawosławny w jurysdykcji Patriarchatu Aleksandryjskiego, od 2004 tytularny metropolita tebański.

## Życiorys
W 1966 został wyświęcony na diakona. Święcenia kapłańskie przyjął w 1969, a rok później uzyskał godność archimandryty. W latach 1985–1990 był przełożonym monasteru św. Jerzego w Kairze. Chirotonię biskupią otrzymał 17 czerwca 1990, z tytułem biskupa Babilonu. 23 września 1997 został ordynariuszem eparchii Bukoby. 23 listopada 1999 zrezygnował z pełnionego urzędu. 14 marca 2003 został mianowany biskupem tytularnym Syene, a 27 października 2004 metropolitą tebańskim.